# Lake Bolac
Lake Bolac – miasto w Australii, w stanie Wiktoria.